# Il cammino dell'anima
Il cammino dell'anima è il ventisettesimo album in studio del cantautore italiano Angelo Branduardi, pubblicato il 4 ottobre 2019.

## Il disco
Il disco è ispirato dall'opera originale di Ildegarda di Bingen (1098-1179), compositrice, naturalista e monaca benedettina tedesca.

## Tracce
1. Preludio – 1:32
2. Il cammino dell'anima 1 – 2:34
3. Il cammino dell'anima 2 – 1:49
4. Il cammino dell'anima 3 – 2:51
5. Gerusalemme (strumentale) – 2:37
6. L'estasi, La Donna – 4:44
7. Sinfonia – 2:40
8. L'estasi, Il Figlio – 4:27
9. Coda – 1:10

Durata totale: 24:24

## Formazione
- Angelo Branduardi: voce, violino, percussioni
- Cristiano De André: voce
- Diego Corradin: batteria
- Giovannangelo De Gennaro: viella, traversiere alto, traversiere, basso, flauto soprano, flauto alto, kaval
- Nicola Oliva: chitarra acustica, dobro, chitarra classica, chitarra elettrica
- Arnaldo Vacca: percussioni, cori
- Fabio Valdemarin: pianoforte, cori, programmazione, tastiera, chitarra classica, chitarra acustica, chitarra a 12 corde, chitarra elettrica, basso, fisarmonica, percussioni
- Davide Bartoni: trombino
- Claudia D'Ulisse, Alexia Pillepich, Luciano Graffi: cori
- Arturo Sorrentino: controtenore, cori
- Stefano Zavattoni: direzione d'orchestra

Note aggiuntive:
- Musiche di Angelo Branduardi e Fabio Valdemarin ispirate all'opera originale di Ildegarda di Bingen
- Testi di Luisa Zappa tradotti e rielaborati dall'opera originale di Ildegarda di Bingen
- Prodotto da Angelo Branduardi, Gabriele Rocchi e Fabio Valdemarin
- Arrangiamenti di Fabio Valdemarin
- Produttore esecutivo Vittorio Costa
- Registrato presso lo Studio dell'Angelo in Bedero Valcuvia da Gabriele Rocchi
- Missato da Maurizio Biancani e Gabriele Rocchi
- Matrice incisa presso lo Studio Fonoprint in Bologna da Maurizio Biancani e Gabriele Rocchi

## Classifiche
| Classifica (2019) | Posizione massima |
| ----------------- | ----------------- |
| Italia            | 32                |